# Tvrđava u Kaunasu
Tvrđava u Kaunasu je danas ostatak kompleksa tvrđava u Kaunasu u Litvi.
Izvorno je građena u doba Ruskog Carstva, i to kao prvorazredna tvrđava. Njena postupna gradnja je trajala od 1882. do 1915. Na njenom vrhuncu, tvrđava je bila najveća obrambena struktura u cijeloj državi. Dijelovi ove tvrđave su kasnije bili obnovljeni, a deveta kula udomljava muzej i spomen-mjesto posvećeno žrtvama masovnih smaknuća koja su počinjena za vrijeme drugog svjetskog rata.

## Okružje
Zbog svojeg strateškog položaja blizu ušća dviju rijeka, vrha brjegova, glavnih trgovačkih puteva, grad Kaunas je dugo vremena bio ključnim geopolitičkim čimbenikom u svojem okružju. Tijekom svoje povijesti i ratova koji čijim je poprištem bila Litva, obrambene strukture su gradili u Kaunasu Litvanci, Nijemci, Šveđani i Rusi - ostavivši tako potvrdu važnosti ovom gradu.
O zamisli o izgradnji tvrđave u ovom području kod Kaunasa se prvi put razglabalo koncem 18. stoljeća, a velikim predmetom interesa je postalo nakon Napoleonova napada na Rusiju 1812., kad je Napoleonova vojska, bez većih poteškoća, uspila prijeći rijeku Njemen kod Kaunasa u svom prodoru prema Moskvi.
1861. je ogranak željezničke pruge Petrograd - Varšava je došao do Kaunasa, povećavajući tako značajnost ovog grada. Željeznice su igrale ključnu ulogu u ovom području tijekom vojnih pohoda, jer su bile prvarno sredstvo prijevoza vojne opreme i inog opskrbnog tvoriva. Svemu tome se nadodala i činjenica da su Litva i Kaunas bili zapadnoj međi Ruskog Carstva. Ovo je učinilo Kaunas preprekom za moguće napade sa zapada, sprječavajući daljnje upade prema Rigi i Vilniusu (onda Vilnu); stoga su napadači, ako su namjeravali nadzirati i upravljati područjem, morali su prvo neutralizirati Kaunas. Suočavajući se s ovom mogućnopću, a vrednujući prirodne prednosti grada, ruski službenici su odlučili ojačati njihovu zapadnu granicu izgradnjom tvrđave u gradu. Nakon nekoliko odgađanja, 7. srpnja 1879. car Aleksandar II. Romanov je izdao edikt kojim je zapovijedio izgradnju tvrđave u Kaunasu (ondašnjem Kovnu).

## Izgradnja
Izvorno je bilo planirano da tvrđava ima sedam kulâ  i devet obrambenih bitnica, razmještenih u zatvorenim krugovima. Zgrade i prateća podgradnja i nadgradnja za potporu, kao što su vojarne, nove ceste i spremište streljiva su također bile predviđene planom. 1882. se započelo s izgradnjom tvrđave. Oko 4 tisuće radnika je radilo na ovoj građevini. Smještaj glavnih struktura ove tvrđave je bio usredotočen u Fredi, Panemuni, Aleksotasu, kao i u novim gradskim dijelovima, čime su znatno utjecali na dnevni život mjesnog stanovništva, posebice grada Kaunasa.
Prve kule se gradilo od opeka ojačanih debelim slojem tla, čime su bile uklopljene u okoliš, učinivši ih tako težima za proboj. Kule su bile simetrične, obično peterokutne, s opskrbnim točkama za pješaštvo i topništvo. 1887. godina je označila konac prve dionice izgradnje. U isto vrijeme, uspostavljena su upravna pravila koja su ograničila visinu njenih civilnih građevina i koja su kontrolirala tvrđavin utjecaj na grad i okolinu. Tvrđava je ocijenjena prvorazrednom te godine, a Otta Klema su proglasili njenim prvim zapovjednikom.
1889. je počea gradnja osme kule, poznate i kao Linkuva. Ova je kula građena korištenjem novih tehnologija, primjerice, ojačani beton . Tijekom iste godine, izvedeni su veliki radovi na tlu duž dodatnih obrambenih struktura, zaokruživši obrambenom strukturom gradsko središte između dviju rijeka, Njemena i Vilije. Do 1890. je dovršeno sedam kula, opskrbne ceste su obnovljene, a željeznički most preko Njemena je prilagođen za vojni prijevoz. Napravljeni su planovi za izgradnju crkve za dušobrižništvo posadi tvrđave iste godine. Prve opeke za crkvu su postavljene 1891., a ista je zgotovljena 1893. Izdatci za tvrđavu su prešli 9 milijuna rubalja 1890.
Kompleks kula i obrambenih struktura se dijeli na četiri odjeljka. 

Prvi je išao duž lijeve obale Njemena do ušće rijeke Jiesie i obuhvaćao je tri najprve kule. 

Drugi odjeljak se protezao od Jiesie do samostana Pažaišlisa; obuhvaćao je dvije kule. 

Treći se nalazio od desne do lijeve obale Njemena, a obuhvaćao je dvije kule. 

Četvrti i posljednji odjeljak se protezao od desne obale Vilije do lijeve obale Njemena. Obuhvaćao je dvije kule, uključujući i najzadnju, devetu.
Razvitkom novih građevnih i ratnih tehnologijâ, tvrđava se opetovano obnavljala.

1912. je bila inicijativa za proširenje i obnovu tvrđave. Projekt je predviđao dodavanje novih dvanaest kula s potpornim građevinama i obrambenim strukturama. 

Najstarije kule bi trebale biti orkužene novom. U izgradnji su se trebale primijeniti najnovije vojne tehnologije. Tijekom ostvarivanja projekta, iskopalo se nove obrambene rovove, a stare kule su ojačane betonom. 

Ipak, za prvih akcija za vrijeme na istočnom bojištu za vrijeme Prvog svjetskog rata, zastali su radovi na tvrđavi. work on the fortress was halted. 

1915. je samo jedna kula, deveta, bila sukladna kriterijima novih tehnologija, dok je deseta kula bila djelomice dovršena. 

Unatoč činjenici da novogradnje na tvrđavi nisu bile u potpunosti napravljene, njena unutarnja željeznica, pozadinske zgrade i vojne građevine, sveukupne površine 65 četvornih kilometara su još uvijek predstavljale iznimnu prepreku napadačima.

## Pad tvrđave u Prvom svjetskom ratu
Snage Njemačkog Carstva su 1915., zajedno s ostalim Središnjim silama, pokrenule ofenzivu protiv Ruskog Carstva; bojišnica se pomalo počela primicati Litvi i Kaunasu. Do konca srpnja iste godine, njemačka vojska je napravila prodor prema kaunskoj tvrđavi. 

Za njenu obranu se pripremilo 90.000 vojaka, pod zapovjedništvom Vladimira Grigorijeva (u izvorniku: Владимир Григорьев). NIjemci su dovukli četiri divizije za ovaj napad, koji je bio stavljen pod zapovjedništvo Karla Litzmanna.
Dok su nadirali prema tvrđavi, Nijemci su počeli s gradnjom željezničke pruge za njihovu haubicu kalibra 42-cm, t.zv. "Gamma-Gerät", koju su poslije dovukli na bojište. Težina granate za tu haubicu je bila oko 900 kilograma, a domet haubici je bio oko 12 kilometara. Nakon nekoliko dana opsade, dovučeno je još nekoliko dalekometnih topova različitih kalibara.
Njemačka vojska je usredotočila svoj napad na prvu, drugu i treću kulu, odnosno na kule koje su bile najstarije u cijelom kompleksu. Ova odluka je značila da tvrđava nije bila okružena u cijelosti, odnosno, da nije bilo okruženja njemačkih postrojbi sa svih strana, čime se braniteljima omogućilo preslaganje i nove opskrbe.
8. kolovoza su Nijemci intenzivirali granatiranje, ali je ruska posada izdržala višekratne pokušaje proboja obrambenog kruga. Nakon nekoliko dana, granatiranje je doseglo vrhunac; obrambeno osoblje je trpilo velike ljudske gubitke, dosegnuvši velike postotke, po procjenama od 50 do 75 postotaka.

14. kolovoza, broj poginulih pripadnika obrambene postrojbe je prešao tisuću. Idućeg dana, 15. kolovoza, granata iz Gamma-Geräta je razorila prvu kulu, nakon čega je krenula napadna akcija prema drugoj kuli. Borba je sada bila unutar tvrđave.
Uz cijenu brojnih žrtava, treća kula je uspjela zadržati njemački prodor, ali ne zadugo te su istog dana branitelji napustili kulu i povukli se u sigurnije dijele tvrđave. Idućeg dana, napuštena je i četvrta kula, a peta je zauzeta dan kasnije. 

Lančanom reakcijom, preostale kule su se počele predavati. Zapovjednik obrambenih snaga Vladimir Grigorijev je ostavio svoje vojake i pobjegao u Žiežmariai. 

Kad su Nijemci prešli Njemen, zauzeli su šestu i sedmu kulu, a preostale dvije kule su uskoro bile zauzete. Nakon jedaneast danâ borbâ, prvorazredna tvrđava je bila izgubljena.
Obrambene snage su imale 20 tisuća žrtava, a Nijemci su zarobili na stotine komada oružja te streljivo. Zapovjednik tvrđave Vladimir Grigorijev je nešto poslije uhićen i bilo mu je suđeno, a osuđen je na 15 godina u zatvoru zbog zakazivanja u ispravnom obnašanju svojih zadaća. Opozvane su mu sve nagrade, vojni činovi i počasti. 

Nijemeci su rabili građevinsko tvorivo iz tvrđave za njihove bojišne potrebe.

## Od konca 1. svjetskog rata do sovjetske okupacije
Nakon što je Litva stekla svoju nezavisnost on 16. veljače 1918., tvrđava je stavljena pod nadzor građevinarskog osoblja. Materijal kojeg nisu uzeli Nijemci je iskorišen za reopskrbu za litvanske vojne potrebe, kao i za izgradnju oklopnog vlaka Gediminasa koji je dobio ime po litvanskom "velikom vojvodi" (službeni naslov), Gediminasu. 

1920. je sastavljen odbor za ovu tvrđavu, koji je dobio i ured za upravljanje tvrđavom.

Zbog razvitka novih vojnih tehnologija, njena obnova se smatrala neprikladnom i nepotrebnom, a uz sve to i iznimno skupom. Ipak, pojedini dijeli tvrđave su dani raznim službenim ustanovama; primjerice, jedna od kula se koristila kao zatvor, a druga kao arhiv.

## Sovjetska okupacija i 2. svjetski rat
Kada su Litvu okupirali Nijemci i Sovjeti za vrijeme Drugog svjetskog rata, tvrđava je bila u uporabi kao mjesto za ispitivanja i masovna smaknuća ljudi.
Po zlu je bila poznata deveta kula: u nju se zatočivalo političke zatvorenike za vrijeme sovjetske okupacije, a nakon što su postrojbe Trećeg Reicha zauzele Litvu, krajnja okrutnost njemačkih vlasti je došla do izražaja. Oko 10 tisuća Židova dovedenih iz krajeva diljem Europe, kao i 30 tisuća litvanskih stanovnika (uglavnom Židova), ali i pripadnika inih naroda, su njemački nacisti ubili ondje.

## Poslije 2. svjetskog rata
Po stanju od početka 2007., samo je zloglasna Deveta kula u potpunosti obnovljena.

Kod nje je 1984. godine postavljen 32 metra visoki spomenik u sjećanje na žrtve nacističkih vlasti.

Ostale kule još čekaju na njihovu obnovu i radove na zaštiti.

2005. je pokrenut međunarodni projekt "Baltic Culture and Tourism Route Fortresses", s ciljem promicanja međunarodne znanstvene suradnje u zaštiti spomenika kao i stvaranja strategija obnove i upravljanja. Tvrđava u Kaunasu je dijelom ovog projekta.

## Vanjske poveznice
- Gamma-gerät na slikama